# Nanabozho

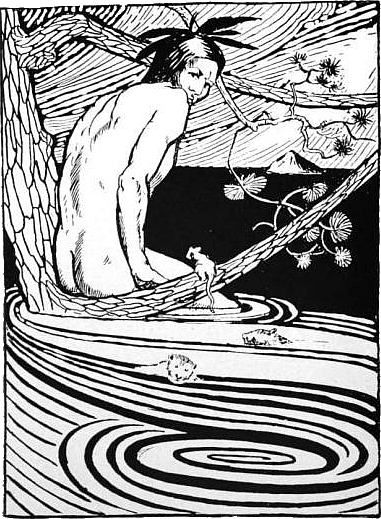
Nanabozho egy ábrázoláson

A Nanabozho (Nanabush, Wenabozho, Winneboujou,  Manabozho, vagy Nanabojo) olyan szellem az odzsibua észak-amerikai indián nép mitológiájában, amely leggyakrabban nyúl alakjában jelenik meg. Fontos szerepet játszik az ojibwék történeteiben, például a világ teremtésének legendájában is. 
Tréfacsináló figura és kulturális hős – a kanadai bennszülött népek mitológiáiban e két archetípus gyakran egyesül egy alakban. Szerepe hasonló, mint a salteaux és a krí indiánok Wisakedjak alakjáé.
Emberi anya és az E-bangishimog ("a nyugaton") nevű szellem gyermeke. Gitchi Manitou, a Nagy Szellem küldte a földre, hogy tanítsa az ojibwéket, és az egyik első feladata az volt, hogy nevet adjon a növényeknek és az állatoknak. 